# Guarania
La guarania è un genere musicale melodioso, dal ritmo lento e cadenzato, proprio del folclore paraguaiano, creato nel 1925 dal compositore e musicista paraguaiano José Asunción Flores.
Il 3 dicembre 2024, durante la 19ª sessione del Comitato Intergovernativo per la  , tenutasi ndlla città paraguaiana di Luque, la guarania è stata dichiarata Patrimonio culturale immateriale dell'umanità dall'UNESCO.

## Caratteristiche
Il genere è caratterizzato dalla composizione di brani in modo minore, la cui atmosfera letteraria affronta temi sentimentali, come l'amore, la natura o la nostalgia; tradizionalmente accompagnata dalla chitarra e dall'arpa paraguaiana.
La guarania incorpora elementi della musica paraguaiana, influenze spagnole e altre tradizioni musicali latinoamericane. Il genere gode di ampia popolarità in Paraguay e nelle zone limitrofe, soprattutto nel nordest dell'Argentina e nel sud del Brasile.

## Etimologia
Il nome fu proposto dallo stesso Flores, dopo aver letto la poesia Canto a la raza (‘Canto alla razza’), del poeta paraguaiano Guillermo Molinas Rolón. «Guarania» fu il nome con il quale Rolón designò la regione anticamente abitata dal popolo guaranì.

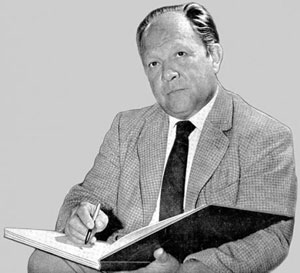
Fotografia di José Asunción Flores

## Giornata della Guarania
Il Paraguay celebra la «Giornata della Guarania» ogni 27 agosto, in omaggio alla nascita del suo creatore, José Asunción Flores.